# Geidar Djemal
Geidár Djakhídovitch Djemál (em russo:  Гейда́р Джахи́дович Джема́ль; em azeri:  Heydər Cahid oğlu Camal; em tajique:  Ҳайдар Ҷамол Ҷаҳодович, transl. Haidar Djamol Djahodovitch; Moscou, 10 de junho de 1947 – Almati, 5 de dezembro de 2015) foi um ativista, filósofo e poeta azeri-russo.

## Biografia
Geidar Djakhidovitch Djemal nasceu em Moscou em 10 de junho de 1947, filho do artista azeri Djakhid Djemal. Entrou no Instituto de Línguas Orientais da Universidade de Moscou em 1965, mas foi expulso em 1967, acusado de "nacionalismo burguês". Em 1968, entrou no chamado "Grupo Iujinski" de Evgeni Golovin, em que se faziam estudos esotéricos. Neste grupo, conheceu Alexandr Dugin, iniciando décadas de influência mútua. Ingressaria com ele na organização Pamiat no fim da década de 1980, mas ambos seriam expulsos, acusados de ocultismo.
Também na década de 1980, Djemal entrou em contato com movimentos islâmicos da República Socialista Soviética Tajique, tempo em que entrou em contato com Davlat Usmon, um dos fundadores do Partido da Renascença Islâmica do Tajiquistão, que o próprio Djemal ajudou a organizar. Permaneceu no país durante a Guerra Civil do Tajiquistão. Chegou a ser apontado delegado para conferência em Cartum do Congresso Popular Árabe e Islâmico, sendo membro de sua diretoria entre 1993 e 1998, e membro permanente até sua morte. Durante este período, estabeleceu contatos com diversas organizações culturais, sociais e religiosas muçulmanas ao longo da Europa, e amizade com figuras como Ahmad Khomeini. Em 1998, foi para a África do Sul a convite de Ahmed Yassin, e ministrou cursos na Universidade da Cidade do Cabo, que lhe concedeu um doutorado honoris causa.
Enquanto fundador do Comitê Islâmico da Rússia e membro de diversas organizações religiosas e seculares, Djemal participou da Marcha dos Dissidentes em 2006, prejudicando sua relação com o governo de Vladimir Putin. Em 2012, teve sua casa revistada pelo Serviço Federal de Segurança, que buscava literaturas extremistas, estas não tendo sido encontradas.
Djemal morreu de causas naturais em Almati em 5 de dezembro de 2015. Foi enterrado em um cemitério em Baganashyl, aos pés das Montanhas Celestiais.

## Vida pessoal
Djemal foi um xiita por muitos anos, mas, após um longo tempo de obscuridade quanto à sua afiliação, rejeitou publicamente em 2008 alguns pontos contenciosos próprios do xiismo. Não se assumiu sunita, contudo, enfatizando que o Islã não deveria ser dividido em seitas.
Em 3 de julho de 2018, seu filho único, o jornalista Orkhan Djemal foi morto com o cineasta Alexandr Rastorgev e o técnico Kirill Radtchenko enquanto documentavam mercenários russos na República Centro-Africana.